# Reflectie (informatica)
In de informatica is reflectie (soms ook introspectie genoemd) het proces waarbij een computerprogramma tijdens de uitvoering (runtime) zijn eigen structuur en gedrag kan observeren en soms ook aanpassen. Programmeren via reflectie wordt reflectief programmeren genoemd.
Op het laagste niveau kan machinecode op een reflectieve manier behandeld worden omdat het onderscheid tussen instructies en data slechts een kwestie is van conventie. In hogere programmeertalen zijn instructies en gegevens grotendeels gescheiden: instructies worden uitgevoerd en data wordt bewerkt. Maar als de programmeertaal dit toelaat kan een programma instructies ook als data beschouwen en zo reflectieve aanpassingen maken. Reflectie komt het meeste voor in hogere programmeertalen zoals scripttalen en in mindere mate in programmeertalen met statische typering, zoals C.